# Silvia Angelo
Silvia Angelo (geboren am 6. Oktober 1969 in Österreich) ist ein Vorstandsmitglied der ÖBB-Infrastruktur AG. Von 2013 bis 2018 gehörte sie dem Universitätsrat der Wirtschaftsuniversität Wien an.

## Leben
Silvia Angelo besuchte das neusprachliche Gymnasium Rahlgasse im 6. Wiener Gemeindebezirk. Nach der Reifeprüfung absolvierte sie das Studium der Volkswirtschaft an der Wirtschaftsuniversität Wien und schloss danach ein Post-graduate-Studium am Colegio de Mexico an. 1995 begann Silvia Angelo ihre berufliche Laufbahn im damaligen Bundesministerium für Arbeit, Gesundheit und Soziales, wo sie bis 2000 die Position einer stellvertretenden Abteilungsleiterin einnahm. Von 2000 bis 2002 arbeitete sie im EU-Büro des Österreichischen Gewerkschaftsbundes in Brüssel, von 2001 bis 2002 als dessen Leiterin. Von 2002 bis 2007 war sie in der Bereichsleitung Wirtschaft bzw. in der Abteilung Wirtschaftspolitik der Arbeiterkammer Wien tätig. Nach einer einjährigen Phase als Klubsekretärin der SPÖ im Parlament, zuständig für Budget, Finanzen und Wirtschaft, kehrte sie in die Arbeiterkammer zurück und übernahm die Leitung der Abteilung für Wirtschaftspolitik, die sie bis 2016 innehatte. Mit Jänner 2017 wurde sie in den Vorstand der ÖBB-Infrastruktur AG berufen, wo sie für das Ressort Finanzen, Markt und Service verantwortlich zeichnet.
Neben ihrer hauptberuflichen Tätigkeit übte Silvia Angelo Mandate in unterschiedlichen Organisationen aus. So war sie unter anderem Mitglied des Aufsichtsrats der Österreichischen Forschungsförderungsgesellschaft (FFG), der Agrarmarkt Austria (AMA) und der ÖBB-Infrastruktur AG. 2013 wurde sie Mitglied des Universitätsrats der Wirtschaftsuniversität Wien. Sie ist Vorsitzende des Aufsichtsrats der Bundes-Sport GmbH und gehört dem Vorstand des österreichischen Chapters des Club of Rome an.
Am 19. Oktober 2021 wurde sie als WU-Managerin des Jahres ausgezeichnet. Im Oktober 2023 wurde sie zum Mitglied des Generalrates der Oesterreichischen Nationalbank bestellt.
Angelo ist verheiratet und hat zwei Söhne.